# Edmund Leonowicz

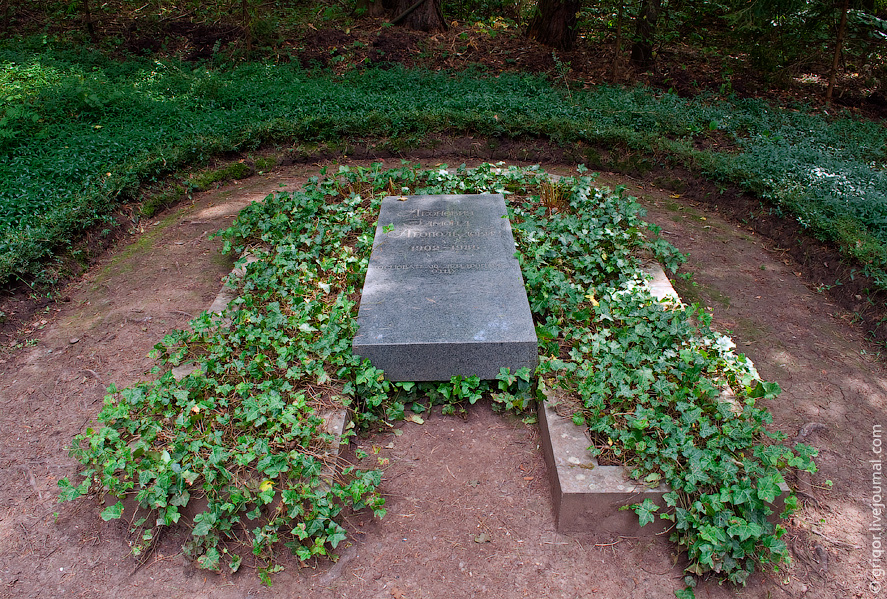
Grób Edmunda Leonowicza na terenie Dendroparku

Edmund Leonowicz (orm. Էդմոնդ Լեոնովիչ) - (ur. 1902 w Batumi, Gruzja, zm. 1986 w Stepanawan, Armenia) – polski architekt, twórca i opiekun arboretum i parku dendrologicznego "Sośniaki" (Soczut).

## Życiorys
Był synem francuskiej guwernantki i polskiego emigranta Leopolda Stecewicz-Leonowicza. Dzieciństwo i młodość spędził w Gruzji, w 1931 ukończył studia w Instytucie Rolnym w Tbilisi. Pracując w ormiańskiej Komisji Leśnictwa początkowo przebywał w Arzni, po roku przeniósł się do wsi Giulagarak koło Stepanawanu, gdzie na zlecenie zarządu lasów rozpoczął tworzenie na zboczach Puszkińskiego Wzgórza parku dendrologicznego. Głównym założeniem było wprowadzenie i aklimatyzacja nowych gatunków roślin, które miały wzbogacić florę Armenii oraz posiadać duże właściwości użytkowe. Dzięki wytężonej pracy Edmunda Leonowicza powstał pierwszy w tej części Zakaukazia park leśny, a na jego podstawie również arboretum. Znajduje się on na wysokości 1550 metrów n.p.m. i zajmuje obszar 35 hektarów. W parku dendrologicznym początkowo posadzono rośliny pochodzące z Ogrodu Botanicznego w Erywaniu, a w następnych latach uzupełniono je sadzonkami sprowadzonymi w ramach międzynarodowej wymiany z Moskwy, Kijowa, Tbilisi i Petersburga, a także z Chin, Stanów Zjednoczonych, Portugalii, Niemiec i Francji. Edmund Leonowicz otrzymywał propozycje pracy jako dekorator i projektant zieleni w Moskwie i Erywaniu, ale pozostał w Giulagarak, zmarł pięćdziesiąt trzy lata po przybyciu. Jego grobowiec znajduje się na terenie arboretum.